# Busy
Busy – miejscowość i gmina we Francji, w regionie Burgundia-Franche-Comté, w departamencie Doubs.
Według danych na rok 1990 gminę zamieszkiwało 407 osób, a gęstość zaludnienia wynosiła 78 osób/km² (wśród 1786 gmin Franche-Comté Busy plasuje się na 372. miejscu pod względem liczby ludności, natomiast pod względem powierzchni na miejscu 790.).